# Stiftung Niedersächsisches Wirtschaftsarchiv
Das Stiftung Niedersächsisches Wirtschaftsarchiv ist ein regionales Wirtschaftsarchiv. Es hat die Aufgabe – ausgehend vom alten Land Braunschweig – historisch wertvolles Schriftgut aus dem Wirtschaftsleben Niedersachsens zu sichern und nutzbar zu machen.

## Organisation
Das NWA wurde 2005 als Stiftung bürgerlichen Rechts gegründet. Als Stifter traten das Land Niedersachsen, die Nord/LB, die Öffentliche Versicherung Braunschweig und die Industrie- und Handelskammer Braunschweig auf.
Das Land verpflichtete sich, für wenigstens 20 Jahre im Staatsarchiv Wolfenbüttel die erforderlichen Räume und Regalflächen, außerdem ausreichend Archivierungsmaterial zur Verfügung zu stellen. Der Leiter des Staatsarchivs – seit 2013: Niedersächsisches Landesarchiv, Standort Wolfenbüttel – führt die Geschäfte der Stiftung.
Stiftungsorgane sind der Vorstand und das Kuratorium.
Ende 2015 wurde die Stiftung Wirtschaftsarchiv Nord-West-Niedersachsen mit dem NWA verschmolzen.

## Bestände
Das NWA verwahrt Bestände ganz unterschiedlicher Branchen und ganz unterschiedlichen Umfangs. Überregionale Bedeutung besitzen die Archive der Reichswerke Hermann Göring und der Norddeutschen Landesbank.
Die bekanntesten Einzelstücke sind die wahrscheinlich ältesten mit Füllung erhaltenen Konservendosen der Welt – von 1873, aus der Produktion der Firma Busch, Barnewitz & Co.
Die Bestände ostfriesischer Firmen aus dem früheren Wirtschaftsarchiv Nord-West-Niedersachsen verwahrt das Niedersächsische Landesarchiv in Aurich.

## Nutzung
Die Bestände können nach Maßgabe der Eigentümer im Rahmen der Bestimmungen des Niedersächsischen Archivgesetzes genutzt werden. Die Aktenvorlage erfolgt im Lesesaal des Landesarchivs in Wolfenbüttel bzw. in Aurich. Einige Online-Findbücher sind in der Datenbank des Niedersächsischen Landesarchivs veröffentlicht.